# Liste des conseillers départementaux des Hautes-Pyrénées
Pour un article plus général, voir Conseil départemental des Hautes-Pyrénées.
Le conseil départemental des Hautes-Pyrénées est composé de 34 membres (17 conseillers départementaux et 17 conseillères départementales) issus des 17 cantons des Hautes-Pyrénées.
Ils ont été élus lors des élections départementales des 22 et 29 mars 2015.
Le conseil départemental des Hautes-Pyrénées est présidé par Michel Pélieu (MR).  
| Parti                                | Sigle | Sigle | Élus | Groupes                               |
| ------------------------------------ | ----- | ----- | ---- | ------------------------------------- |
| Majorité (26 sièges)                 |       |       |      |                                       |
| Parti radical de gauche              |       | PRG   | 12   | Radical et apparentés                 |
| Mouvement radical                    |       | MR    | 1    | Radical et apparentés                 |
| Parti socialiste                     |       | PS    | 7    | Socialiste et apparentées             |
| La République en marche              |       | LREM  | 4    | La République en marche et apparentés |
| Parti communiste français            |       | PCF   | 2    | Communiste - Front de gauche          |
| Opposition (8 sièges)                |       |       |      |                                       |
| Les Républicains                     |       | LR    | 2    | Indépendants et territoires           |
| Divers droite                        |       | DVD   | 2    | Indépendants et territoires           |
| Mouvement radical                    |       | MR    | 1    | Indépendants et territoires           |
| Union des démocrates et indépendants |       | UDI   | 1    | Indépendants et territoires           |
| Les Républicains                     |       | LR    | 2    | Entente républicaine                  |
| Président du conseil départemental   |       |       |      |                                       |
| Michel Pélieu (MR)                   |       |       |      |                                       |

## Liste des membres
| Canton                          | 2015-2021              | Parti | Parti | 2021-2027 | Parti | Parti |
| ------------------------------- | ---------------------- | ----- | ----- | --------- | ----- | ----- |
| Aureilhan                       | Jean Glavany           |       | PS    |           |       |       |
| Aureilhan                       | Geneviève Isson        |       | PS    |           |       |       |
| Bordères-sur-l'Échez            | Jean Buron             |       | PCF   |           |       |       |
| Bordères-sur-l'Échez            | Andrée Souquet         |       | PCF   |           |       |       |
| Coteaux                         | Monique Lamon          |       | PRG   |           |       |       |
| Coteaux                         | Bernard Verdier        |       | LREM  |           |       |       |
| Haute-Bigorre                   | Jacques Brune          |       | LREM  |           |       |       |
| Haute-Bigorre                   | Nicole Darrieutort     |       | PRG   |           |       |       |
| Lourdes-1                       | Adeline Ayela          |       | LR    |           |       |       |
| Lourdes-1                       | José Marthe            |       | LR    |           |       |       |
| Lourdes-2                       | Josette Bourdeu        |       | PRG   |           |       |       |
| Lourdes-2                       | Bruno Vinuales         |       | PRG   |           |       |       |
| Moyen Adour                     | Isabelle Loubradou     |       | PS    |           |       |       |
| Moyen Adour                     | Jean-Christian Pedeboy |       | PRG   |           |       |       |
| Neste, Aure et Louron           | Maryse Beyrié          |       | PS    |           |       |       |
| Neste, Aure et Louron           | Michel Pélieu          |       | MR    |           |       |       |
| Ossun                           | Georges Astuguevieille |       | DVD   |           |       |       |
| Ossun                           | Catherine Villegas     |       | DVD   |           |       |       |
| Tarbes-1                        | Frédéric Laval         |       | LREM  |           |       |       |
| Tarbes-1                        | Virginie Siani Wembou  |       | LREM  |           |       |       |
| Tarbes-2                        | Gilles Craspay         |       | MR    |           |       |       |
| Tarbes-2                        | Andrée Doubrere        |       | LR    |           |       |       |
| Tarbes-3                        | Laurence Ancien        |       | UDI   |           |       |       |
| Tarbes-3                        | David Larrazabal       |       | LR    |           |       |       |
| Val d'Adour-Rustan-Madiranais   | Christiane Autigeon    |       | PS    |           |       |       |
| Val d'Adour-Rustan-Madiranais   | Jean Guilhas           |       | PS    |           |       |       |
| Vallée de l'Arros et des Baïses | Joëlle Abadie          |       | PS    |           |       |       |
| Vallée de l'Arros et des Baïses | André Fourcade         |       | PRG   |           |       |       |
| Vallée de la Barousse           | Laurent Lages          |       | PRG   |           |       |       |
| Vallée de la Barousse           | Pascale Peraldi        |       | PRG   |           |       |       |
| Vallée des Gaves                | Louis Armary           |       | PRG   |           |       |       |
| Vallée des Gaves                | Chantal Robin-Rodrigo  |       | PRG   |           |       |       |
| Vic-en-Bigorre                  | Isabelle Lafourcade    |       | PRG   |           |       |       |
| Vic-en-Bigorre                  | Bernard Poublan        |       | PRG   |           |       |       |